# Lil Mama
纳西亚·杰西卡·柯克兰（英語：Niatia Jessica Kirkland，1990年10月4日—）以艺名Lil Mama知名，是美国说唱歌手、舞蹈家、创作型歌手。

## 早年生活
Lil Mama生于纽约哈莱姆区，后来举家搬到布鲁克林，她就读于当地的Edward R. Murrow高级中学。2006年，她同Jive唱片公司签订了唱片协议。

## 音乐生涯
2007年夏天，他发布了自己的首张专辑《Lip Gloss》，由此一炮走红。该曲在公告牌百强单曲榜上最高登上第十。2008年2月，她发布了自己的第三支单曲，和T-Pain、克里斯·布朗合作的单曲《Shawty Get Loose》。这一首单曲再次回归单曲榜前十。2008年，她发布了自己的首张专辑《VYP (Voice of the Young People)》

## 其他出演
- 全美街舞大赛

Lil Mama担任该节目的评委。
- 全美超模大赛

出现在第13轮当中。

## 奖项
- 黑人娱乐电视大奖
  - 2009年，最佳嘻哈女艺人 （提名）
  - 2008年，最佳嘻哈女艺人 （提名）
- MTV音樂錄影帶大獎
  - 2007年，年度超级单曲：《Lip Gloss》 （提名）
- 青少年选择奖
  - 2008年，说唱/嘻哈歌曲选择奖：《Shawty Get Loose》 （获奖）
  - 2008年，电视人物选择奖：《全美街舞大赛》（提名）
  - 2007年，说唱艺人选择奖 （提名）
  - 2007年，夏季歌曲选择奖：《Lip Gloss》 （获奖）
  - 2007年，对唱曲目选择奖：《Shawty Get Loose》 （提名）
- MTV亞洲大獎
  - 2008年，最佳对唱曲目：《Girlfriend》 - 同艾薇儿 （提名）